# Saut à ski aux Jeux olympiques de 1980
Navigation
Innsbruck 1976 Sarajevo 1984
Les épreuves de saut à ski aux Jeux olympiques d'hiver de 1980 ont lieu les 17 et 23 février 1980 au centre de saut à ski MacKenzie Intervale à Lake Placid (États-Unis).

## Podiums
| Épreuves                                      | Or             | Argent                        | Bronze         |
| --------------------------------------------- | -------------- | ----------------------------- | -------------- |
| Petit tremplin résultats détaillés 17 février | Toni Innauer   | Manfred Deckert Hirokazu Yagi |                |
| Grand tremplin résultats détaillés 23 février | Jouko Törmänen | Hubert Neuper                 | Jari Puikkonen |

## Résultats

### Petit Tremplin
| Place | Nation             | Athlète          | Points |
| ----- | ------------------ | ---------------- | ------ |
| 1er   | Autriche           | Anton Innauer    | 266.3  |
| 2e    | Allemagne de l'Est | Manfred Deckert  | 249.2  |
| 2e    | Japon              | Hirokazu Yagi    | 249.2  |
| 4e    | Japon              | Masahiro Akimoto | 248.5  |
| 5e    | Finlande           | Pentti Kokkonen  | 247.6  |
| 6e    | Autriche           | Hubert Neuper    | 245.5  |
| 7e    | Autriche           | Alfred Gröyer    | 245.3  |
| 8e    | Finlande           | Jouko Törmänen   | 243.5  |

### Grand Tremplin
| Place | Nation     | Athlète        | Points |
| ----- | ---------- | -------------- | ------ |
| 1er   | Finlande   | Jouko Törmänen | 271.0  |
| 2e    | Autriche   | Hubert Neuper  | 262.4  |
| 3e    | Finlande   | Jari Puikkonen | 248.5  |
| 4e    | Autriche   | Anton Innauer  | 245.7  |
| 5e    | Autriche   | Armin Kogler   | 245.6  |
| 6e    | Norvège    | Roger Ruud     | 243.0  |
| 7e    | Suisse     | Hansjörg Sumi  | 242.7  |
| 8e    | États-Unis | James Denney   | 239.1  |

## Médailles
| Rang | Nation             | Or | Argent | Bronze | Total |
| ---- | ------------------ | -- | ------ | ------ | ----- |
| 1er  | Autriche           | 1  | 1      | 0      | 2     |
| 2e   | Finlande           | 1  | 0      | 1      | 2     |
| 3e   | Allemagne de l'Est | 0  | 1      | 0      | 1     |
| 3e   | Japon              | 0  | 1      | 0      | 1     |